# Jewgeni Nikolajewitsch Kotscheschkow

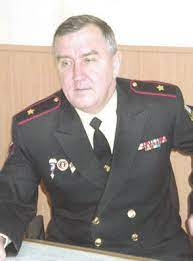
Jewgeni Nikolajewitsch Kotscheschkow

Jewgeni Nikolajewitsch Kotscheschkow (russisch Евгений Николаевич Кочешков; * 23. Juni 1953 in Alma-Ata; † 30. April 2001 in Moskau) war ein sowjetischer und russischer Offizier.
Er absolvierte 1988 die Frunse-Militärakademie. Jewgeni Kotscheschkow nahm an beiden Tschetschenienkriegen teil und war von 1990 bis 1995 Kommandeur der 336. selbständigen Gardebrigade der Marineinfanterie in der Baltischen Flotte. Er wurde 1995 zum Helden der Russischen Föderation (9. August 1995; Verleihungsnummer 193) ernannt.
Kotscheschkow absolvierte 1997 die Militärakademie des Generalstabes der Streitkräfte der Russischen Föderation und wurde Stabschef der Küstenstreitkräfte der russischen Marine. Im Jahr 1999 wurde er zum Generalmajor befördert.
Jewgeni Kotscheschkow wurde auf dem Friedhof Trojekurowo in Moskau bestattet. Ein Luftkissen-Landungsboot der Pomornik-Klasse ist nach ihm benannt.
| Personendaten    | Personendaten                           |
| ---------------- | --------------------------------------- |
| NAME             | Kotscheschkow, Jewgeni Nikolajewitsch   |
| ALTERNATIVNAMEN  | Кочешков, Евгений Николаевич (russisch) |
| KURZBESCHREIBUNG | sowjetischer und russischer Offizier    |
| GEBURTSDATUM     | 23. Juni 1953                           |
| GEBURTSORT       | Alma-Ata                                |
| STERBEDATUM      | 30. April 2001                          |
| STERBEORT        | Moskau                                  |